# Винкларн (Нижняя Австрия)
Винкларн (нем. Winklarn (Niederösterreich)) — коммуна (нем. Gemeinde) в Австрии, в федеральной земле Нижняя Австрия.
Входит в состав округа Амштеттен. Площадь общины составляет 12,57 км², население — 1843 человека (1 января 2021), плотность населения — 140 чел./км². Официальный код — 30541.

## Население
| Год  | Численность |
| ---- | ----------- |
| 1869 | 566         |
| 1889 | 650         |
| 1890 | 720         |
| 1900 | 795         |
| 1910 | 784         |
| 1923 | 862         |
| 1934 | 935         |
| 1939 | 958         |
| 1951 | 967         |
| 1961 | 998         |
| 1971 | 1238        |
| 1981 | 1295        |
| 1991 | 1347        |
| 2001 | 1436        |
| 2011 | 1547        |
| 2021 | 1843        |

## Политическая ситуация
Бургомистр коммуны — Гернот Лехнер (АНП) по результатам выборов 2005 года.
Совет представителей коммуны (нем. Gemeinderat) состоит из 19 мест.
- АНП занимает 14 мест.
- СДПА занимает 5 мест.